# Kronach
Kronach (pronunciación en alemán: /ˈkʁoːnax/ⓘ) es una ciudad de Franconia Alta -(Oberfranken), Baviera, Alemania, que se encuentra ubicada en la zona de Selva de Franconia (Frankenwald). Es la capital del distrito de Kronach.
En Kronach nacieron el pintor Lucas Cranach el Viejo y el arquitecto barroco Maximilian von Welsch, como también Johann Kaspar Zeuss y Josef Stangl. Entre sus personalidades actuales destaca el director de orquesta Axel Kober.
La ciudad posee una muralla que se encuentra casi completa en su totalidad, así como la mayor fortaleza medieval de Alemania (Festung Rosenberg), que se conserva en perfecto estado y donde se ofrecen visitas guiadas. 
Las oficinas centrales de Loewe, fabricante alemán de equipos de televisión se encuentran en Kronach.
Los ríos Haßlach, Kronach y Rodach confluyen en Kronach.

## Historia
En 1634 durante la guerra de los treinta años el pueblo fue defendido con éxito frente a los ataques de un ejército alemán-sueco, en dicha defensa las mujeres tuvieron un rol destacado.